# Ebiras
Ebiras ou egbiras são um grupo étnico nupoide do centro da Nigéria. Muitas deles habitam os estados de Kogi, Kwara, Nassaraua e Edo.

## Geografia
Na história recente, habitam o território a sudoeste da confluência dos rios Niger e Benué embora algumas comunidades também residam a nordeste da confluência, O território que circunda a confluência é uma área etnicamente diversa, com símbolos culturais difusos. A Ebiralândia está ao norte dos etsakọs, leste dos kabbas e oeste de Igalalândia. É dominado por bosques de caducifólias e colinas rochosas de uma vegetação de savana aberta. Suas principais cidades são Adavi, Koton-Karfi, Okehi e Okene. Desde o advento do colonialismo, muitos Ebiras se moveram para o sul devido à busca de espaços de cultivo e trabalhando como agricultores migrantes.

## História

### Movimentos precoce da população
A migração dos ebiras à região atual é suposta sobretudo pela história oral. No entanto, a maioria das versões rastreia a migração dos jucuns de Cuararafa, ao norte do rio Benué e no atual estado de Taraba. Uma das relíquias de seu traço de Cuararafa é o tamborete (banquinho) de Apetê, seu símbolo de autoridade e identidade como um grupo dentro do reino, trazido e mantido em um lugar em Opete (derivando seu nome do banquinho), no atual Ajaokuta. O Apetê é atualmente o título do instrumento de Ozumi da Okene. Após a migração de Cuararafa, eles se estabeleceram originalmente com os igalas e ambos os grupos viveram juntos por cerca de 300 anos. Uma disputa entre os dois grupos levou a uma separação de caminhos, e os Ebiras se moviam para o sudoeste do rio Níger para seu lar ancestral chamada Ebira Opete, uma área ao redor de Ajaokuta. Outros grupos mais tarde se mudaram para o sul para encontrar Okengwe, Uboro e Okehi. Historicamente, essas comunidades ebiras eram unidades autônomas sem um rei central ou famílias reais reconhecidas, mas eram geridas por líderes de linhagens em um tipo de gerontocracia.[carece de fontes?]

## Festivais Culturais (Eche-Ozi Ete)
Os Ebiras têm vários festivais culturais anuais. Três dos mais proeminentes são 'Echane', 'Eche Ori' e 'Ekuechi'.

### Eche-Ane
Este é um festival de máscaras anual comemorado em rotação de um distrito para o outro em Ebiraland (entre abril e junho). No passado, era apenas durante o período do festival que as meninas noivas eram dadas em casamento a seus pretendentes. É por isso que o festival é chamado de 'Eche-ane' (festival das mulheres). Mascaradas, embora os bastões longos transportados, apareçam principalmente para entreter as pessoas e os presentes recebidos em troca. É lamentável que este festival muito popular e interessante foi ilegitimado e agora uma fonte de violação constante de paz.

### Eche-Ori
'Eche Ori' é um novo festival de inhame celebrado somente em dois distritos na Ebiraland. Estes são Ihima e Eganyi. Durante o festival, adoradores tradicionais fazer sacrifícios no sulco secreto de 'Ori' (divindade) no alto da montanha para mostrar gratidão por sua proteção e prestação de colheita abundante.
Os adoradores executam os longos bastões com que chicoteiam um ao outro em voltas sem que ninguém exiba qualquer sinal de dor. Este é um sinal de força ou virilidade. Outra atração importante do festival é a música deliciosa 'Echori' em que cantoras têm um lugar de destaque. Somente após este festival se pode comer ou vender inhames novos no mercado, pois é um tabu fazê-lo antes do festival em Ihima e Eganyi.

### Ekuechi (mascarados tradicionais)
Esta é a noite do festival de máscaras, é uma festa que marca o final do ano civil Ebira e o início de um novo. Ododo é popularmente aclamado por ser o iniciador deste festival de máscaras. A máscara "Akatapa" anunciando o início do festival, muitas vezes diz: "Irayi ododo OSI gu, Irayi akatapa OSI gu eeeh! Osa yeeeh!" que significa "o ano do Ododo terminou, o ano de Akatapa terminou. Aqui está mais um ano".
O festival começa com um festival eve em que cantores populares (ome ikede) apresentam para o deleite de homens e mulheres. No dia seguinte, o verdadeiro festival em que se disfarça cantar e dançar para entreter as pessoas, que ocorre do crepúsculo ao amanhecer. É restrito aos homens, somente assim todas as mulheres ficam em casa durante toda a duração do festival. Todos os parentes mortos são acreditados voltar a terra em uma visita nesta noite, por isso, as mulheres preparam deliciosos 'Apapa' (bean read) e carne de bode para os visitantes. As mulheres também, às vezes, deixam presentes monetários com os homens para os parentes mortos que visitam. Homens de confiança, as refeições e os presentes são adequadamente e ordenadamente entregues aos beneficiários que só os homens têm o privilégio de ver e interagir com eles, naquela noite.